# ヤングブラッズ (1960年代のバンド)
ヤングブラッズ（The Youngbloods）は、1960年代から1970年代初頭にかけて活動したアメリカ合衆国のバンド、フォーク・ロック・バンドである。1965年にニューヨーク州ニューヨーク市で結成され、グリニッジ・ヴィレッジを中心に活動。1969年に拠点をカリフォルニア州に移して活動を続け、1972年に解散した。
ディノ・ヴァレンティ（英語版）の楽曲「ゲット・トゥゲザー」を取り上げ、1969年にビルボードのシングル盤チャート最高5位を記録するヒット曲にした。

## メンバー
- ジェシ・コリン・ヤング（ペリー・ミラー）（Jesse Colin Young/本名Perry Miller  1941年10月22日ー2025年3月16日、ニューヨーク州クイーンズ区出身）　ボーカル、ベース・ギター、ギター
- ジェリー・コービット（Jerry Corbitt/本名Jerry Byron Corbitt 1943年1月7日ー2014年8月3日、ジョージア州ティフト出身）　ボーカル、リード・ギター　※1965-69年在籍
- バナナ（ロウエル・レヴェンジャー3世）（Banana/本名Lowell LevingerⅢ  1946年生、マサチューセッツ州ケンブリッジ出身）　キーボード、ギター
- ジョー・バウアー　（Joe Bauer  1941年9月26日-1983年11月日、テネシー州メンフィス出身)　ドラムス
- マイケル・ケイン　（Michael Kane）　ベース・ギター　※1971-72年在籍
- デヴィッド・パーパー　（David Perper）　ドラムス　※1984-85年在籍
- スコット・ロ－レンス　（Scott Lawrence）　キーボード  ※1984-85年在籍

## 来歴
ジェシ・コリン・ヤング（Jesse Colin Young、本名Perry Miller）はニューヨーク州の出身で、会計士の父親とヴァイオリニストの母親を持ち、幼少からクラシック音楽に親しんだ。彼は遊学からボストンのフィリップス・アカデミーに進学したが、フォークリバイバル運動の「洗礼」を受けて熱心な音楽活動を始め、学校を中途退学してニューヨークに戻り、フォーク・クラブやコーヒーハウスで活動した。1964年4月、ヤングはキャピトル・レコードからボビー・スコット（Bobby Scott）のプロデュースによるデビュー・アルバム『ザ・ソウル・オブ・ア・シティ・ボーイ（The Soul of a City Boy）』を発表した。当時のグリニッジ・ヴィレッジでは、雑多な交流から生まれたセッションや即席のフォーク・グループがステージに立ち、デヴィッド・グリスマン（David Grisman・英語版）が結成したブルーグラスのジャグ・バンドには様々なミュージシャンが参加して演奏を繰り広げていた。ヤングはデビューの前後に、ジェリー・コービット（Jerry Corbitt、本名Jerry Byron Corbitt）と知り合った。意気投合した二人はカナダのフォーク・クラブなどを回る遠征を行ない、この旅行中にバンドの結成を思い立った。
ヤングは帰国後、2作目のアルバムの制作の為にマーキュリー・レコード（Mercury Records・英語版）と契約した。彼が結んだ契約の付帯項目では、アルバムの制作とは別枠でスタジオをバンドセッションのリハーサルとデモ・テープ制作に使う時間枠が確保され、ジェリー・ロス（Jerry Ross）が全ての作品のプロデューサーに指名されていた。デモ・テープのセッションには、のちにラヴィン・スプーンフルを結成したジョン・セバスチャンがハーモニカでゲスト参加した。また4人前後のメンバー候補の中から、コービットのジャグ・バンド仲間で、ボストンのセミ・プロバンドを辞め将来の模索にニューヨークへ移住してジャズ・バンドに臨時に雇われていたバナナ（Banana、本名Lowell Levinger III）と、その友人で社交ダンスホール専属の無名のジャズ・バンドにいたジョー・バウアー（Joe Bauer）という、それぞれ細々と糊口を凌いでいた2人が選ばれた。メンバーが揃ったヤングブラッズは、グリニッジ・ヴィレッジに1964年2月に開店したクラブのカフェ・ア・ゴー・ゴー（Cafe au Go Go）に出演して評判を集めて、やがて専属契約を勝ち取った。
1965年3月、ヤングはマーキュリー・レコードからスコットのプロデュースで2作目のソロ・アルバム『ヤング・ブラッド（Young Blood）』を発表した。マーキュリー・レコードからは、次作の制作を要請されたが、ヤングらは態度を保留した。マーキュリーとの再度の交渉の大きな争点は、会社が斡旋する名前だけの無能なプロデューサー・チームとその経費や印税割を排除し、不慣れなバンド体制による録音時間を少しでも長く確保したいというものだった。
ヤングブラッズとマーキュリーとの交渉が膠着したので、彼等は自分達の希望を受け入れたRCAビクターと契約を結んだ。この契約は実績のない新人バンドとしては異例なもので、破格なスタジオ使用条件とプロデューサー任命権が含まれていた。彼等はこの権利に基づいて、グリニッジ・ヴィレッジの親しい音楽仲間友人で恣意にしていたビジネスマンのフェリックス・パパラルディをチーフ・プロデューサーとして招聘して契約を結んだ。パパラルディはニューヨーク出身でミシガン大学でクラシック音楽を修め、若手ながら高い評価と実績を持ち、アメリカではジョン・サイモンらと並んで計算立てのアレンジが出来る先進者だった。彼は契約書類に目を通して、RCAが新人バンドにプロデューサーの人事権などを授けるという画期的な内容を知って驚愕すると同時に歓喜し、ヤングらの交渉手腕に舌を巻いたと云う。

彼等は深夜早朝に、施錠を無理強いして解いてスタジオを自由に使い、スタジオ使用明細書の束と共に、アルバム『ザ・ヤングブラッズ（The Youngbloods）』と『アース・ミュージック（Earth Music･英語版）』をパパラルディのプロデュースで完成した。因みにヤングブラッズとの交渉を拗らせ契約を逸したマーキュリーに残された音源は、Jesse Colin Young With The Youngbloods名義の編集アルバム『トゥ・トリップス（Two Trips ）』（1970年）に収録された。
1966年11月、ヤングブラッズはシングル「グリズリー・ベア（Grizzly Bear）/ティアーズ・アー・フォーリン（Tears Are Falling）」でデビューした。1967年1月に発表されたデビュー・アルバム『ザ・ヤングブラッズ』は、ボブ・ディラン、ビートルズやバーズなど影響にを受けたサイケデリック・ロック風のリード・ギター、他のバンドがこぞって取り上げたブルースロック調で最先端のロックミュージックが中心だった。6月にシングル・カットされた「ゲット・トゥゲザー（Get Together）」はディノ・バレンティ（Dino Valenti/Chet Powers・英語版）が書き下ろした楽曲で、1964年6月にキングストン・トリオによって発表されて以来、フォーク/フォークロックの数多くのグループやミュージシャンに取り上げられていた。ヤングブラッズのヴァージョンは全米ホット100のシングル・ランキング最高62位と、ヒットには至らなかった。 また《ビルボード》イージー・リスニング・チャートで37位を記録した。一方、アルバムのセールスは振るわなかった。
同年5月に発表されたセカンド・アルバム『アース・ミュージック』では、メンバーがステージで演奏していたフォーク・ロック、リズム・アンド・ブルースなどの幾つかのアレンジを自分達で手がけた。一方、パパラルディが担当した楽曲は、同時期にジェファーソン・エアプレインがRCAから発表したアルバムやシングル盤とは異にした、時代に左右されない普遍的なものとし一過的な流行のアレンジが無い仕上がりとなった。パパラルディはニューヨークの出身で、ビート・ジェネレーションの余波を受けた地元のフォーク・ミュージシャンとの関係が深く、ティム・ローズ（Tim Rose・英語版）やリッチー・ヘブンスらの作品にベース・ギターの演奏やアレンジで関わっていた。かくして、ヤングブラッズの特徴を注いだ同アルバムはニューヨークのローカル・カラーが濃い作品に仕上がり、全国的なヒット・チューンの流行傾向との乖離は否めず、全米トップ200チャートの圏外に停滞し、地元と音楽マニアの支持を得るに留まった。
2作のアルバムの販売不振はメンバー間の軋轢や主導権争いを引き起こした。サード・アルバムの録音はRCAに催促されたにも拘らず足踏み状態に陥り、「クイックサンド（Quicksand）」など数曲だけが完成した段階で中断した。1968年末、コービットはソロ活動への転向を理由に脱退した。残されたメンバーは3人編成で演奏活動を続行することに決め、マルチ・インストルメンタリストのバナナがオルガン、ギター、ベース、マンドリンなどを演奏し、ベース担当のヤングがギターパートを受け持ち、楽曲のアレンジを大幅に変更するといった対処によってコービットが抜けて生じた穴を埋めた。RCAは解散の懸念を解消する為に、ハリウッドにある自社のスタジオでアルバムの録音を再開することを提案。彼等は承諾してマリン郡などに滞在して、チャーリー・ダニエルズをプロデューサーに迎えて録音を再開。1969年4月、サード・アルバム『エレファント・マウンテン』を発表した。同アルバムはビルボードチャートで最高118位止まりだったが、評論家からは高い評価を受け、多くの音楽マニアにも受け入れられてロングセラーになり、シングル・カット曲「闇（Darkness, Darkness）」は複数のミュージシャンに取り上げられた。
1969年6月、ニューヨークのラジオ放送局WABC-AMでユダヤ・キリスト教系公益法人のNCCJ（英語版）とICCJ（英語版）のCMに起用されていた「ゲット・トゥゲザー」が再発売され、9月6日から2週連続で《ビルボード》Hot 100の「5位」と大ヒットを記録した。年間チャートでは16位でゴールド・ディスクに輝いた。一方、彼等がグリニッジ・ヴィレッジで根城にしていたカフェ・ア・ゴー・ゴーは10月に閉店することが決まった。RCAとの契約はアルバムを3作制作すると満了するので、彼等は『エレファント・マウンテン』の録音を再開する前に既に幾つかのレコード会社と接触して契約交渉を進めていた。1967年に西海岸で演奏旅行を行い、9月以降はニューヨークとカリフォルニア州を往復して交渉を続け、カリフォルニア州に本社があるワーナー・ブラザース・レコードから再レコード契約の作品裁量権と不干渉範囲、経費負担、責任債務割合などを提示された。彼等はこの好条件をほぼそのまま受け入れて、契約内容に基づいてワーナー・ブラザース傘下で自主レーベルのラクーン（Raccoon）を開設し、東海岸と西海岸の間を往復する生活に区切りを付けた。
彼等はサンフランシスコを中心に国内各地やカナダで公演を続け、この模様と音源で1970年10月『ロック・フェスティヴァル (Rock Festival)』を発表した。プロデューサーにゼーガーとエバンズ（Zager and Evans)を迎えた同アルバムは、ビルボード・チャートで最高80位を記録。ダニエルズのプロデュースによって翌1971年7月に発表された『ライド・ザ・ウィンド（Ride the Wind・イタリア語版）』は新曲を含むライヴ・アルバムで、同チャート最高157位。同年11月発表の『グッド・アンド・ダスティ（Good And Dusty・イタリア語版）』は最高160位。同アルバムでは収録する楽曲を巡る各自の配分に対立が生じた。以後、ヤングはバンドの出演や演奏参加の一部に条件を立てて拒絶し、バウアーが71年にラクーンから発表したソロ作品の制作には一切関与しなかった。バナナとバウアーは補助メンバーにマイケル・ケイン（Michael Kane）を雇った。1972年、ヤングはコービットなどのミュージシャンを招聘して、バナナとバウアーの手を借りずソロ・アルバム『トゥギャザー（Together）』を完成させた。そして同年春、ヤングブラッズの次作の録音を前に脱退を表明。ここでヤングブラッズの解散が決定した。有名無実と化した彼等はケインを補助メンバーから正式メンバーに昇格させて最終作を制作。ヤング作の一曲を除いてカバー曲が占めヤングとスタジオ・ミュージシャンを務めるバナナ、バウアーとケインで収録。その後、既に9月まで決まっていたコンサートの日程を消化して解散した。11月に最終作『ハイ・オン・ザ・リッジ・トップ (High on a Ridge Top・イタリア語版)』が発表された。

## その後
1982年9月、バウアーが脳腫瘍で死去。40歳没。当時日本では誤って麻薬中毒死と報道された。
1984年、ヤング、コービット、バナナ、デヴィッド・パーパー（David Perper・英語版）、スコット・ロ－レンス（Scott Lawrence）によって再結成。同年から翌年にかけて全米ツアーが行われた。
2014年3月8日、コービットが肺癌で死去。71歳没。
2025年3月16日、ヤングが死去。死因は未発表。83歳没。

## 付記
「ゲット・トゥゲザー」は、『パープル・ヘイズ／紫のけむり』（1982年）、『フォレスト・ガンプ/一期一会』（1994年）、『ラスベガスをやっつけろ』（1998年）、『月のひつじ』（2000年）、『ライディング・ザ・ブレット』（2004年）、『キャッツ & ドッグス 地球最大の肉球大戦争』（2010年）などの映画で使用された。

## 作品

### ジェシ・コリン・ヤングのソロ作品(1964-1972)
1972年以降のソロ作は「ジェシ・コリン・ヤング・英語版」を参照
- The Soul of a City Boy（1964年4月）キャピトル・レコード　T 2070

Four In The Morning/You Gotta Fix It/Rye Whiskey/Whoa Baby/Susanne/Black Eyed Susan/Same Old Man/Drifter Blues/Talk To Me/Stranger Love/I Think I'll Take To Whiskey
- Young Blood（1965年3月）マーキュリー・レコード　MG 21005/SR  61005

Rider/Doc Geiger/ Lullabye/Brother Can You Spare A Dime/Trouble In Mind /Little Suzie/Nobody's Dirty Business/Green Hill Mountain Home/Summer Rain/Walkin' Off The Blues/Cotton Eyed Joe
- Together（1972年3月25日）ワーナー・ブラザース・レコード　BS 2588（ラクーン#10）

Good Times/Sweet Little Child/Together/Sweet Little Sixteen/Peace Song/Six Days On The Road/It's A Lovely Day/Creole Belle/6000 Miles/Born In Chicago/Pastures Of Plenty

### ヤングブラッズ　アルバム(1964-1972)

#### RCAヴィクター・レコード
- The Youngbloods（1967年3月）RCAヴィクター・レコード　LSP-3724

Grizzly Bear/All Over The World (La-La)/Statesboro Blues/Get Together/One Note Man/The Other Side Of This Life/Tears Are Falling/Four In The Morning/Foolin' Around (The Waltz)/Ain't That Lovin' You, Baby/C.C. Rider
- The Youngbloods Get Together "The Youngbloods First Album" （1969年月）RCAヴィクター・レコード　LSP-3724

※The Youngbloods、LSP-3724のジャケット装丁変更。
- Earth Music （1967年5月）RCAヴィクター・レコード　LSP-3724

Euphoria/All My Dreams Blue/Monkey Business/Dreamer's Dream/Sugar Babe/Long And Tall/I Can't Tell/Don't Play Games/The Wine Song/Fool Me/Reason To Believe
- Elephant Mountain （1969年）RCAヴィクター・レコード　LSP-4150

Darkness, Darkness/Smug/On Sir Francis Drake/Sunlight/Double/Sunlight/Beautiful/Turn It Over/Rain Song/Trillium/Quicksand/Black Mountain Breakdown/Sham/Ride The Wind

#### マーキュリー・レコード
- Two Trips Jesse Colin Young With The Youngbloods （1970年）マーキュリー・レコード　SR- 61273

※ジェシ・コリン・ヤングソロ作Young Bloodとデモ・テープを編集したもの。
Hey Babe/Sometimes/Another Strange Town/No More Pain/Nobody's Dirty Business/Summer Rain/Brother Can You Spare Dime?/Walkin' Off The Blues/Doc Geiger/Lullabye

#### ワーナー・ブラザース・レコード（ラクーン・レコード）
- Rock Festival （1970年）ワーナー・ブラザース・レコード　WS 1878（ラクーン#1）

It's A Lovely Day/Faster All The Time/Prelude/On Beautiful Lake Spenard/Josiane/Sea Cow Boogie/Fiddler A Dram/Misty Roses/Interlude/Peepin' 'N' Hidin' (Baby, What You Want Me To Do)/Ice Bag
- Ride the Wind  （1971年）ワーナー・ブラザース・レコード　BS 2563（ラクーン#4）

Ride The Wind/Sugar Babe/Sunlight/The Dolphin/Get Together/Beautiful
- Good And Dusty （1971年）ワーナー・ブラザース・レコード　BS 2566（ラクーン#9）

Stagger Lee/That's How Strong My Love Is/Willie And The Hand/Circus Fire/Hippie From Olema #5/Good And Dusty/Let The Good Times Roll/Drifting And Drifting/Pontiac Blues/Moonshine Is The Sunshine/Will The Circle Be Unbroken/I'm A Hog For You Baby/Light Shine
- High On A Ridge Top （1972年）ワーナー・ブラザース・レコード　BS 2653（ラクーン#15）

Speedo/She Caught The Katy & Left Me A Mule To Ride/Going By The River/Running Bear/I Shall Be Released/Dreamboat/She Came In Through The Bathroom Window/Donna/La Bamba/Kind Hearted Woman
- Beautiful ! Live In San Francisco1971 （2005年月）サンデイズド・レコード　LP5442/CD SC 11148

Six Days On The Road/Country Home/On Sir Francis Drake/Dreamboat/Drifting And Drifting/Interlude/Old Dan Tucker/You Can't Catch Me/On Beautiful Lake Spenard/Josiane/Explosion/Beautiful/Get Together

### ヤングブラッズ　シングル(1964-1972)

#### マーキュリー・レコード
- Sometimes～Stereo Ver. / Sometimes～Monoral Ver. (1966年、※1970年に再プレスプロモ・オンリー）DJ-229
- Rider / Sometimes(1966年、※1970年に再プレスプロモ・オンリー）72583

#### RCAヴィクター・レコード
- Grizzely Bear / Tears Are Falling (1966年11月）47-9015
- Euphoria/ The Wine Song　(1967年5月）47-9222
- Fool Me / I Can Tell (1967年10月）47-9360
- Get Together / All My Dreams  (1967年7月）47-9264
- Merry-Go-Round / Foolin' Around (The Waltz) (1967年月）47-9142
- Quicksand /　Dreamer's Dream　(1968年1月）47-9422
- Darkness, Darkness / On Sir Frances Drake(1969年4月）74-0342
- Sunlight / Trillium (1969年11月）74-0270
- Darkness, Darkness /　On Sir Frances Drake　(1970年4月）

#### ワーナー・ブラザース・レコード
- It's A Lovely Day / Ice Bag(1970年、※プロモ・オンリー）K16098
- Dreamboat～Stereo Ver./Dreamboat～Monoral Ver. (1972年月、※プロモ・オンリー） WB 7639 （ラクーンS #12）
- Running Bear～Stereo Ver./ Running Bear～Monoral Ver.(1972年月、※プロモ・オンリー）WB 7660 （ラクーンS #13）

### ジョー・バウアーソロ作品
- Moonset（1971年）ワーナー・ブラザース・レコード　BS （ラクーン#3）

Explosion/Five Ten/Old Shoe/Cat Gone/Moonset/Frogs/Swallows/Pelicans/Earthquake Blues
※Joe Bauer - Drums/Michael Kane - Bass/Jack Gregg - Bass/Steve Swallow - Bass/Banana - Guitar, Piano/Richard Anderson - Harmonica

## ジェリー・コービット作品(1969-2011)
※2016年9月現在ジェリー・コービットソロ活動項目が日本と英語版wikipediaに存在しないため、暫定項目。

カントリー・ミュージックのチャーリー・ダニエルズ、ブルースロック、ブルーグラスなどのミュージシャンを招き制作しヤングブラッズのメンバー参加は少ない。
カントリー・ミュージックのチャーリー・ダニエルズとは関係が深く、合名のライブ・アルバムとソロアルバムのプロデュースを依頼したり、互いのアルバムやステージに客演した。
- Corbitt （1969年）ポリドール・レコード　24-4003

Let The Music Come Inside/Out Of The Question/Country Girl/Delight In Your Love/Queen Of England/The Psong/I Love You All/The Rain Song(ヤングブラッズと同曲）/Banned In Boston/Tribulations/Kahuna Song
- Jerry Corbitt （1976年）キャピトル・レコード　ST 771 　※Till You Come Back Home Againにジェシ・コリン・ヤング参加

Country Boy Blues/Burning In Your Love Light/Georgia/Till You Come Back Home Again/Pain/Load On/Happy Times/Canada/Get On Back To The Land
- Jerry Corbitt & Charlie Daniels – Corbitt & Daniels Live I （1976年）Tiger_Lily_Records  TL 14001

Great Big Bunches Of Love/Sweet Gentle Lovin'/Till You Come Back Home Again/Thirteenth Hour/Caldonia/Stormy Monday - Part 1/Orange Blossom Special
- J. B. Corbitt - On The Line  （1984年）Line Records   LRLP 5394 AP ※西ドイツ発売

　On The Line/Double A/Defend On Me/Pool Hall/Country Home/Snoe Job/Grizzly Bear/Sit Down Rock And Roll Man/Shasta Daisy/Load On
- Jerry Corbitt & Charlie Daniels – Live II （2011年）Big_Pink – 147 ※韓国発売、CDのみ

Country Boy Blues/John Lee Walker/Thirteen Hour/Stormy Monday (Part 2)/John Deere Tractor/The Pope & The Dope/Pain